# 고흥군의 향토문화재
고흥군의 향토문화재는 다음의 것을 말한다.
1. 문화재보호법에 의한 국가지정문화재, 등록문화재 및 전라남도 문화재보호조례로 정한 도지정문화재로 지정되지 아니한 것으로서 향토의 역사, 예술상 가치가 있는 것과 이에 준하는 고고자료
2. 향후 문화재로서 보존가치가 있을 것으로 기대되는 유적
3. 향토문화, 토속, 풍속을 연구하는데 필요한 자료

## 지정 목록

### 유형
| 번호 | 그림 | 명칭                                            | 소재지                            | 소유자 (관리자)               | 지정·해제일자         | 비고 |
| ---- | ---- | ----------------------------------------------- | --------------------------------- | ----------------------------- | --------------------- | ---- |
| 1호  |      | 흥양목장 감목관 철비 (興陽牧場 監牧官 鐵碑)     | 고흥군 도양읍 관리 1883번지       | 도양읍                        | 2019년 7월 23일 지정  |      |
| 2호  |      | 영오리 석조보살입상 (永梧里 石造菩薩立像)       | 고흥군 두원면 영오리 525-6        | 두원면                        | 2019년 7월 23일 지정  |      |
| 3호  |      | 성산사와 진영 (星山祠와 眞影)                   | 고흥군 풍양면 한동리 231          | 성주이씨 무열공파종중         | 2019년 7월 23일 지정  |      |
| 4호  |      | 류승무 묘역 및 만종재 (柳升茂 墓域 및 萬宗齋)   | 고흥군 과역면 도천리 1064-1, 1133 | 고흥류씨 중앙종친회           | 2019년 7월 23일 지정  |      |
| 5호  |      | 봉암사 이여재 (鳳巖祠 二如齋)                   | 고흥군 과역면 석봉리 1115         | 김녕김씨 영돈령공파종중       | 2019년 7월 23일 지정  |      |
| 6호  |      | 삼연재 (三然齋)                                 | 고흥군 두원면 예회리 108-1        | 김해김씨 효임공파종중         | 2019년 7월 23일 지정  |      |
| 7호  |      | 운곡사 및 소장 전적 (雲谷祠 및 所藏 典籍)       | 고흥군 고흥읍 호동리69            | 고흥류씨송운곡사종중 (류효주) | 2019년 9월 25일 지정  |      |
| 8호  |      | 현감도거원철비 (縣監都擧元鐵碑)                 | 고흥군 고흥읍 행정리149           | 고흥향교                      | 2019년 9월 25일 지정  |      |
| 9호  |      | 하구정 (何求亭)                                 | 고흥군 두원면 용산리553-1         | 밀양박씨 규정공파문중         | 2019년 9월 25일 지정  |      |
| 10호 |      | 밀양손씨삼충효신신도비 (密陽孫氏三忠孝臣神道碑) | 고흥군 도화면 가화리 산14-13      | 밀양손씨 목사공파종중         | 2019년 9월 25일 지정  |      |
| 11호 |      | 흥양현 선생안 (興陽縣 先生案)                   | 고흥군 고흥읍 서문리 131-2        | 고흥 양로당                   | 2023년 12월 21일 지정 |      |
| 12호 |      | 진무성 고문서 일괄 (陳武晟 古文書 一括          | 고흥군 두원면 서신길 53-12        | 여양진씨송계공파종중          | 2023년 12월 21일 지정 |      |
| 13호 |      | 송대립 묘비 (宋大立 墓碑)                       | 고흥군 대서면 귀산길 25           | 여산송씨고흥문중              | 2023년 12월 21일 지정 |      |
| 14호 |      | 정걸 묘비 (丁傑 墓碑)                           | 고흥군 도화면 구암리 산23-1       | 압해정씨병사송정공걸문중      | 2023년 12월 21일 지정 |      |
| 15호 |      | 송희립 묘비 (宋希立 墓碑)                       | 고흥군 과역면 신곡리 산1-1        | 여산송씨고흥문중              | 2023년 12월 21일 지정 |      |
| 16호 |      | 송홍연 묘비 (宋弘淵 墓碑)                       | 고흥군 대서면 송강리 산8          | 여산송씨고흥문중              | 2023년 12월 21일 지정 |      |
| 17호 |      | 송침 묘비 (宋諶 墓碑)                           | 고흥군 포두면 소산리 당산길16-62  | 여산송씨고흥문중              | 2023년 12월 21일 지정 |      |
| 18호 |      | 송덕일 묘비 (宋德馹 墓碑)                       | 고흥군 대서면 상남리 산142        | 남양송씨서호판서공파문중      | 2023년 12월 21일 지정 |      |
| 19호 |      | 신군안 묘비 (申君安 墓碑)                       | 고흥군 두원면 대전리 산93         | 고령신씨시중공파종중          | 2023년 12월 21일 지정 |      |

## 참고 문헌
- 고흥군 홈페이지 보관됨 2019-07-10 - 웨이백 머신 - 공고/고시